# WiSENT 2
A WiSENT 2 (jelentése magyarul: bölény) egy műszaki harcjármű, amelyet a németországi Flensburger Fahrzeugbau Gesellschaft (FFG) vállalat fejleszt és gyárt. A Leopard 2 harckocsi alvázára épülő harcjármű rendkívül sokoldalú, lehetséges feladatai között szerepelhet: sérült, elakadt harcjárművek mentése, vontatása; árokásás, daruzás, aknamentesítés, hídfektetés. A típust eddig öt ország hadereje rendszeresítette vagy rendelte meg, köztük a Magyar Honvédség is.

## Kialakítása és jellemzői
A WiSENT 2-est egy 1100 kW-os (1500 lóerős) teljesítményű dízelmotor mozgatja, amellyel Leopard 2 harckocsit vontatva terepen 15–40 km/órás sebességre képes. Páncélzata a STANAG 4569 szabvány szerinti 5-ös szintű, vagyis a 25 mm-es gépágyú lövedékeknek is ellenáll.
A jármű önvédelmét távirányított fegyverrendszer vagy egy manuálisan kezelt géppuska biztosítja ködgránátvetők mellett.
A WiSENT 2 különböző feladatok ellátásához különféle eszközökkel szerelhető fel.

#### Műszaki mentő konfiguráció (ARV)
Ebben a konfigurációban egy 32 tonnát felemelni képes daruval van ellátva WiSENT 2-es. A  fő csörlőt úgy tervezték, hogy állandó húzóerőt biztosítson. Ezen túlmenően az ARV egy segédcsörlővel is fel van szerelve, amely segít a fő csörlő kötelet a helyére húzni, vagy lehetővé teszi a kisebb járművek helyreállítási műveleteit. A WiSENT 2 ARV egy Leopard 2 tartalék meghajtó rendszer (ún. power pack) szállítására is alkalmas. A jármű Combat Recovery System (CRS) rendszere lehetővé teszi a 3 fős legénység számára, hogy rácsatlakozzon vontatni kívánt páncélozott járműre a fülke elhagyása nélkül. Ebben egy speciális kamera rendszer segíti a munkájukat.
Főbb jellemzők röviden:
- Daru 32 t teherbírással
- Főcsörlő 35 t húzóerővel és 180 m kötélhosszal
- Segédcsörlő 280 m kötélhosszal
- Sokoldalú előre szerelt tolólap, amely támasztékként is szolgál
- Combat Recovery System (CRS) – egy mozgásképtelen harcjármű vontatás fülke elhagyása nélkül is lehetséges

#### Műszaki harcjármű konfiguráció (AEV)
A WiSENT 2 Armored Engineering Vehicle (AEV)  konfigurációban a csuklós kotrógép vagy a dózer-tolólap használatával a műszaki csapatok munkáját tudja támogatni. A mérnöki-műszaki feladatok teljes spektrumára optimalizált WiSENT 2 egyaránt használható támadólag a saját csapatok mobilitásának növelésére és védekezésre: azaz ellenséges erők gátlására, „becsatornázására” műszaki akadályok építése által. A támadó alapfeladatok itt a következők lehetnek:
- Akadályok elhárítása
- Átjárók kialakítása az ellenséges védelmi vonalakon
- Átjárók nyitása romos városi környezetben

A csuklós karú kotrógép ásási kapacitása meghaladja a 300 köbmétert óránként, a kanál térfogata pedig 1,3 köbmétert. A kotrókar legfeljebb 4 tonna súlyú terhek emelésére is használható. Emelőcsörlő használatával ez a teherbírás 8 tonnára növelhető, így az AEV szükség esetén képes például a saját motorját karbantartáshoz kiemelni. Ezenkívül integrált hegesztő- és vágóberendezés áll rendelkezésre az úttörő alkalmazásokhoz.
Főbb jellemzők röviden:
- Nagy teherbírású csuklós karú kotrógép
- Főcsörlő 35 t húzóerővel
- Főcsörlő húzókötél 180 m hosszúsággal
- Segédcsörlő 280 m kötélhosszal
- Speciális úttörő dózer-tolólap
- Vágó és hegesztő készülék

A WiSENT 2 rendkívül értékes támogatást nyújthat olyan katasztrófavédelmi és békefenntartó missziókban is, mint például a természeti katasztrófák okozta károk, megsemmisült infrastruktúra helyreállítása vagy az összetett mentési műveletek.

#### Taktikai aknamentesítő konfiguráció (MC)
A taktikai aknamentesítés, átjárónyitás az egyik legnehezebb feladat a harcmezőn – különösen ellenséges tűzben. Annak érdekében, hogy a hadseregek szerte a világon gyorsan, biztonságosan és megbízhatóan elvégezhessék ezt a feladatot, az FFG kifejlesztette a WiSENT 2 aknamentesítő konfigurációját is.
Főbb jellemzők röviden:
- Teljes szélességű aknafordító eke, amely nem csak a lánctalpak előtt, hanem a jármű teljes szélességében elvégzi az aknamentesítést
- Sávjelző rendszer, hogy az aknamentesített sáv egyértelmű legyen a saját csapatok számára
- Mágneses jelgenerátor a mágneses aknák idő előtti felrobbantásához

#### Hídvető képesség (BL)
A WiSENT 2 hídvető (BL) az AEV konfiguráción alapul, amely nagyon rövid időn belül adaptálható egy MLC 80 teherbírású rövid híd szállítására és lefektetésére. A hídvető konfigurációhoz csak a kotrókanalat cserélik le a hídelemre.  A WiSENT 2-t úgy tervezték, hogy a hídfektetést követően továbbra is használható legyen páncélozott műszaki járműként (AEV), minden ehhez kapcsolódó funkciójával együtt.
Főbb jellemzők röviden:
- 12 m hosszú, MLC 80 teherbírású taktikai rövid hidat képes lefektetni
- A híd a WiSENT 2 AEV-vel szállítható
- Teljes funkcionalitású AEV hídfektetési lehetőséggel

## Alkalmazók
Egyesült Arab Emírségek – mennyiség nem ismert
 Kanada – 18 darab
 Katar – mennyiség nem ismert
 Magyarország – 2018-ban 5 darab magyar igények szerint kialakított WiSENT 2HU lett megrendelve . A hadrendbe kerülő Leopard 2A7HU harckocsik és PzH 2000HU önjáró lövegek műszaki támogatásának feladatai pedig várhatóan ezekre az eszközökre fognak hárulni. Magyarország az 5 db WiSENT  2HU eszközhöz mindössze egy aknamentesítő tartozék-készletet és egy műszaki munkagéphez szükséges készletet rendelt meg. A Magyar Honvédség műszaki harckocsijai várhatóan deFNder Medium távirányított fegyverrendszerrel lesznek felszerelve. Az első példány 2023 december 14-én került átadásra. 2024 decemberében újabb két WiSENT  2HU érkezett Tatára.
 Norvégia – 6 darab megrendelve, 3 darab leszállítva 2021 októberéig